# Frank Collison
Frank Collison (Evanston, 14 febbraio 1950) è un attore statunitense.

## Biografia
È noto al pubblico italiano grazie ad un ruolo importante nella fortunatissima serie televisiva La signora del West, nella quale interpreta Horace Bing, lo sfortunato direttore dell'ufficio del telegrafo. Negli Stati Uniti invece, è noto anche per moltissimi altri ruoli, soprattutto in quanto attore teatrale.

## Vita privata
Frank vive a Los Angeles con la moglie,l'attrice Laura Gardner e i loro tre figli.

## Filmografia parziale

### Cinema
- Grunt! The Wrestling Movie, regia di Allan Holzman (1985)
- The Compleat Al, regia di Jay Levey (1985)
- Wired to Kill, regia di Francis Schaeffer (1986)
- Donne amazzoni sulla luna (Amazon Women on the Moon), regia di Joe Dante, Carl Gottlieb, Peter Horton, John Landis, Robert K. Weiss (1987)
- Le radici dell'odio (Into the Homeland), regia di Lesli Linka Glatter (1987)
- Blob - Il fluido che uccide (The Blob), regia di Chuck Russell (1988)
- Una strega chiamata Elvira (Elvira: Mistress of the Dark), regia di James Signorelli (1988)
- Alien Nation, regia di Graham Baker (1988)
- Perché proprio a me? (Why Me?), regia di Gene Quintano (1990)
- Cuore selvaggio (Wild at Heart), regia di David Lynch (1990)
- La ragazza dello slum (Backstreet Dreams), regia di Jason O'Malley, Rupert Hitzig (1990)
- L'impero del crimine (Mobsters), regia di Michael Karbelnikoff (1991)
- L'ultimo boy scout (The Last Boy Scout), regia di Tony Scott (1991)
- Una lunga pazza estate (It Runs in the Family), regia di Bob Clark (1994)
- Fratello, dove sei? (O Brother, Where Art Thou?), regia di Joel Coen (2000)
- The Majestic, regia di Frank Darabont (2001)
- Hope Springs, regia di Mark Herman (2003)
- FBI: Protezione testimoni 2 (The Whole Ten Yards), regia di Howard Deutch (2004)
- Oceano di fuoco - Hidalgo (Hidalgo), regia di Joe Johnston (2004)
- Suspect Zero, regia di E. Elias Merhige (2004)
- The Village, regia di M. Night Shyamalan (2004)
- E venne il giorno (The Happening), regia di M. Night Shyamalan (2008)
- Hesher è stato qui (Hesher), regia di Spencer Susser (2010)
- Le avventure di Mickey Matson - Il codice dei pirati (Pirate's Code: The Adventures of Mickey Matson), regia di Harold Cronk (2014)
- The Hero - Una vita da eroe (The Hero), regia di Brett Haley (2017)

### Televisione
- Hill Street giorno e notte (Hill Street Blues) – serie TV, episodio 6x11 (1986)
- Hunter – serie TV, episodio 2x18 (1986)
- Moonlighting – serie TV, episodio 3x07 (1986)
- Mike Hammer – serie TV, episodio 3x22 (1987)
- Matlock – serie TV, episodio 2x08 (1987)
- Giudice di notte (Night Court) – serie TV, episodio 5x13 (1988)
- The Bronx Zoo – serie TV, episodio 2x07 (1988)
- La legge di Bird (Gabriel's Fire) – serie TV, episodio 1x08 (1990)
- Due come noi (Jake and the Fatman) – serie TV, episodio 4x19 (1991)
- In viaggio nel tempo (Quantum Leap) – serie TV, episodio 3x22 (1991)
- My Life and Times – serie TV, episodio 1x04 (1991)
- Detective Monk (Monk) – serie TV, episodio 3x01 (2004)
- Criminal Minds  - serie TV, episodio 9x10 (2013)

## Doppiatori italiani
Nelle versioni in italiano delle opere in cui ha recitato, Frank Collison è stato doppiato da:
- Simone Mori in Fratello, dove sei?, FBI: Protezione testimoni 2
- Luca Dal Fabbro in Twin Peaks
- Guido Sagliocca in Carnivàle (ep. 1x01, 1x09)
- Sergio Lucchetti in Carnivàle (ep. 2x02)
- Pierluigi Astore in Carnivàle (ep. 2x08)
- Edoardo Siravo in E venne il giorno
- Achille D'Aniello in Detective Monk
- Oliviero Dinelli in Criminal Minds
- Massimo Rinaldi in Cuore selvaggio
- Nino Prester in Star Trek: The Next Generation
- Eugenio Marinelli in Hope Springs
- Dario Oppido in Le avventure di Mickey Matson - Il codice dei pirati
- Gianni Quillico in La signora del West

Da doppiatore è sostituito da:
- Bruno Alessandro in Mr. Pickles (Henry Gobbleblobber)
- Gianni Giuliano in Mr. Pickles (Mr. Bojenkins)